# Banghak (Metro de Seúl)
Banghak es una estación de la Línea 1 del Metro de Seúl. Es la estación más cercana a la oficina del distrito de Dobong-gu.
- Datos: Q490625
- Multimedia: Banghak Station / Q490625